# Банка (округ П'єштяни)
Банка (словац. Banka) — село, громада округу П'єштяни, Трнавський край. Кадастрова площа громади — 8.58 км².
Населення 2149 особа (станом на 31 грудня 2024 року).

## Історія
Банка згадується 1292 року.

## Населення
| Рік:            | 1994. | 2004. | 2014.   | 2024.   |
| --------------- | ----- | ----- | ------- | ------- |
| Кількість осіб: | 0     | 2173  | 2123    | 2149    |
| Різниця:        |       | –     | -2,30 % | +1,22 % |

| Рік:            | 2023. | 2024.   |
| --------------- | ----- | ------- |
| Кількість осіб: | 2159  | 2149    |
| Різниця:        |       | -0,46 % |